# Universidade de Mons

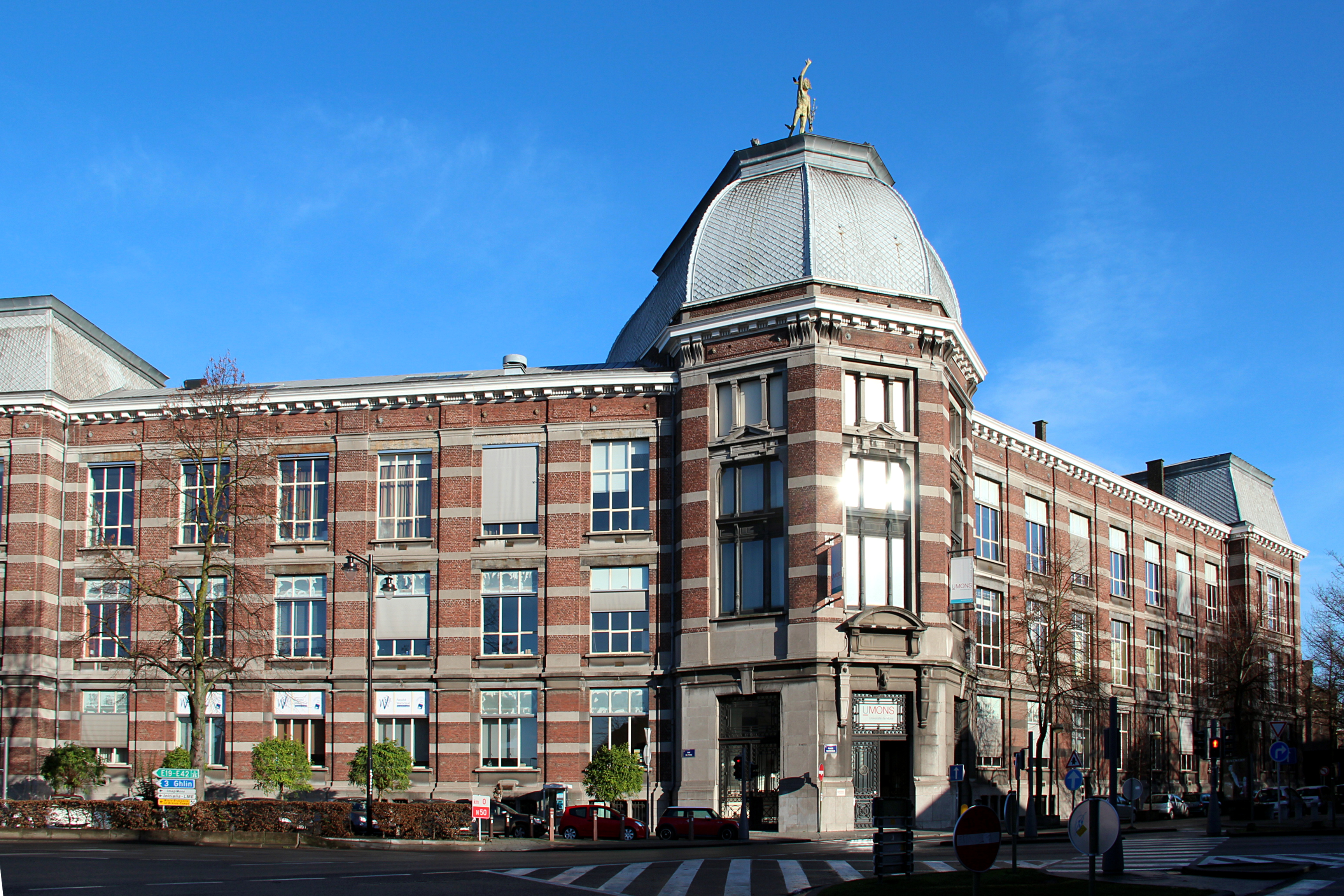
Universidade de Mons em dezembro de 2012

A Universidade de Mons (abreviadamente UMons, em francês: Université de Mons) é uma universidade pública francófona da Bélgica localizada na cidade de Mons, criada pela fusão da Faculdade de Engenharia de Mons (FPMs) e da Universidade de Mons-Hainaut. Está localizada na província de Hainaut, perto da fronteira franco-belga.
Esta fusão foi aceita pelas duas universidades em 6 de julho de 2007 e confirmada pelo Parlamento da Comunidade Francesa da Bélgica em 25 de novembro de 2008. Do ponto de vista administrativo, a Universidade de Mons foi fundada em 1 de janeiro de 2009. 
A UMons inclui 7 faculdades e 4 escolas que oferecem os graus de bacharel, mestre e doutor. A UMOns tem cerca de 1 400 professores, cientistas e equipe técnica e administrativa, 900 pesquisadores, 17 institutos de pesquisa e 9 000 alunos (2019).